# Mielemedicina
Mielemedicina è il secondo album in studio del rapper italiano Anastasio, pubblicato il 25 febbraio 2022 dalle etichette discografiche Epic Records e Sony Music.

## Tracce
1. E invece – 3:30
2. Assurdo – 3:06
3. Babele – 3:16
4. Simbolismo – 2:03
5. Turbature – 3:22
6. Magari – 2:40
7. Dea dai due volti – 2:46
8. L'impero che muore – 3:06
9. L'uomo, il cosmo – 4:52

Tracce bonus nell'edizione vinile
1. Miele di vespa – 2:34
2. Rosso Malpelo – 3:31

## Classifiche
| Classifica (2022) | Posizione massima |
| ----------------- | ----------------- |
| Italia            | 95                |